# Huey Long
Huey Pierce Long Jr. (Winnfield, 30 de agosto de 1893 – Baton Rouge, 10 de setembro de 1935) foi um estadista estadunidense que serviu como o 40º Governador da Luisiana de 1928 a 1932 e como senador pelo mesmo estado de 1932 até seu assassinato. Long era um populista de esquerda membro do Partido Democrata que ascendeu para proeminência nacional durante a Grande Depressão por críticas ao presidente Franklin D. Roosevelt e ao New Deal, que ele considerava insuficientemente radical. Long tornou-se o líder político da Luisiana e comandou uma grande rede de apoiadores, frequentemente tomando ações contundentes. É até hoje uma figura controversa, sendo tanto celebrado como um defensor dos pobre quanto um demagogo fascista.
Long nasceu no norte da Luisiana e inicialmente trabalhou como caixeiro viajante. Brevemente estudou em três universidades e então tornou-se um advogado em 1915. Fez uma curta carreira no direito, frequentemente defendendo réus pobres, e em seguida foi eleito para a Comissão de Serviços Públicos da Luisiana. Como comissário foi atrás de grandes empresas como a Standard Oil, um alvo frequente de seus ataques retóricos. Long perdeu a eleição para governador em 1924, mas apelou para divisões econômicas e sociais para vencer em 1928. No governo, expandiu programas sociais e organizou grandes obras públicas. Tornou-se o chefe político da Luisiana por meio de manobras políticas, mas quase foi removido do cargo em 1929 por abuso de poder. 
Foi eleito para o Senado dos Estados Unidos em 1930, mas só foi tomar posse em 1932. Estabeleceu-se como um isolacionista, afirmando que a Standard Oil e Wall Street orquestravam a política externa dos Estados Unidos. Rompeu com Roosevelt em 1933 e tornou-se um grande crítico do New Deal, propondo em seu lugar o plano Share Our Wealth. Para estimular a economia, Long defendeu enormes gastos públicos, um imposto sobre riqueza e redistribuição de renda, propostas que atraíram grande apoio público. Ele foi assassinado em 1935 por Carl Weiss, que por sua vez foi assassinado pelos guarda-costas de Long. Seu movimento desapareceu, mas muitas de suas propostas foram adotadas por Roosevelt. Também deixou uma dinastia política.

## Biografia
Filho de agricultores, torna-se advogado e é eleito em 1918 para a State Railroad Commission da Luisiana, um órgão que sob a sua gestão se torna a Public Service Commission, não faltando as ocasiões de atacar a Standard Oil e o seu patrão, Rockefeller.[carece de fontes?]
Torna-se governador da Luisiana em 1928 com um programa progressista (desenvolvimento da rede de estradas, construção de pontes, aumento dos investimentos na educação, livros escolares gratuitos, maiores investimentos na saúde, taxação de rendimentos do petróleo e dos grandes rendimentos das grandes empresas). Os progressistas tinham conseguido uma boa votação na eleição presidencial de 1924, com o seu candidato, Robert La Follette, a chegar a 16,5% dos votos no Wisconsin.
Em 1930 é eleito senador enquanto exerce o cargo de governador, sendo substituindo em 1932 pelo amigo fiel Alvin Olin King. Apesar de ausentar-se do cargo, continua a manter o controle real da Louisiana através de seu amigo.
Huey Long apoiou Roosevelt para a presidência, mas zangou-se com ele, dizendo que era muito ligado à alta finança. Fundou então, em 1932, o movimento Share Our Wealth, propondo uma concessão rural para cada família americana, um rendimento anual de 2,5 mil dólares e taxar as fortunas que excedessem 5 milhões de dólares e os rendimentos anuais de mais de 1 milhão de dólares (o que seria 64,5 milhões e 84,7 milhões de euros ao câmbio de hoje). O movimento tem um êxito fantástico: um ano apenas depois da fundação, conta com 27 mil grupos locais e mais de 7 milhões de aderentes.
Anunciou a sua intenção de ser candidato independente à presidência em 1936, mas foi vítima de um atentado em 8 de setembro de 1935 no Capitólio Estadual, em Baton Rouge. Ferido gravemente por Carl Weiss (genro de um dos seus inimigos, belicista), morreu dois dias depois, em 10 de setembro. As suas últimas palavras foram "Senhor, não me deixes morrer, tenho tanto para fazer".
Depois da sua morte, os seus partidários mais próximos tentaram retomar o movimento sob o nome de Union Party, dando-lhe uma aparência mais populista, e apresentaram como candidato o republicano William Lemke, mas este não tinha a popularidade do seu antecessor e apenas conseguiu 2% dos votos.
Na Luisiana o Partido Democrata estadual se dividiu entre facções de apoiadores e opositores até os anos 60 (Longlite e Anti-Long respectivamente), onde seus apoiadores governaram o estado entre 1930 e 1940,1948 a 1952 e 1956 a 1960.
O seu filho, Russell B. Long, foi senador da Luisiana de 1948 a 1987. e seu irmão Earl Long foi governador por 3 mandatos (1939-40,1948-52 e 1956-60).

## Homenagem póstuma
Em 1937, o desenhista Al Taliaferro chamou a um dos sobrinhos do Pato Donald (Huguinho, Zezinho e Luisinho em português), “Huey” (sendo os outros dois “Dewey” em homenagem ao governador republicano de Nova Iorque Thomas E. Dewey, e “Louie” em homenagem ao trompetista Louis Armstrong).